# Leslie Savage
Leslie Savage (Sutton, Londres, 16 de març de 1897 - Worthing, West Sussex, 1979) va ser un nedador anglès que va competir a començaments del segle xx.
El 1920 va prendre part en els Jocs Olímpics d'Anvers. Disputà dues proves del programa de natació, els 100 metres lliures, on fou eliminat en sèries; i el relleu 4 x 200 metres lliures, on guanyà la medalla de bronze, formant equip amb Edward Peter, Henry Taylor i Harold Annison.
Quatre anys més tard, als Jocs de París, va disputar la prova dels relleu 4 x 200 metres lliures. Nedà la primera eliminatòria, que superà, però en la final fou substituït per John Thomson. L'equip britànic finalitzà en cinquena posició final.